# Hernin
Saint Hernin (? - 1er mai 535 ou 540) est un ermite breton faisant l'objet d'un culte en Bretagne.

## Histoire

### Vie
Il vient en Bretagne armoricaine en 528 lors de l'émigration des bretons.
Il s'installe sur la paroisse de Duault, dans un lieu de la future paroisse de Locarn. Le seigneur de Quelen accepte sa présence sur ses terres, en demandant à Hernin de délimiter son ermitage par un fossé. Hernin ne dispose que d'une journée pour cela et réalise un fossé d'une demi-lieue de périmètre, en laissant son bâton traîner à terre.
Il y passe sa vie et y décède. Les habitants l'enterrent sur son lieu de vie et une grosse pierre marque son tombeau.

### Après sa mort
Son culte est lié à plusieurs événements miraculeux postérieurs à sa mort, rapportés par Albert Le Grand : un comte de Poher, chassant un cerf, accule son gibier sur le lieu de l'ancien ermitage, dont le souvenir était perdu de la plupart des gens. Ses chiens, arrivés près du cerf qui s'est couché sur la tombe d'Hernin, ne peuvent plus ni avancer et reculer. Le comte, arrivé avec ses gens, essaye de pousser ses chevaux à avancer, mais eux aussi sont frappés du même immobilisme. Après avoir relâché le cerf, le comte apprend des habitants qu'il s'agit de l'ancien ermitage de Hernin. Il décide alors de construire une église sur ce lieu. Au moment de la construction, une nuée d'oiseaux construit un dôme à l'emplacement de la tombe du saint.

## Toponymes
Hernin est le saint patron de Locarn et de Saint-Hernin, de l'ancienne trève et actuel lieu-dit Trevarn en Saint-Urbain et de Dirinon. On le retrouve aussi au lieu-dit Saint-Hernin en Ploumagoar, à la trève de Leshernin en Séglien (cf. Chapelle Saint-Germain de Séglien),,,. Les communes de Saint-Hernin, Plouër-sur-Rance et Pluherlin sont nommées d'après son nom.

## Cultes

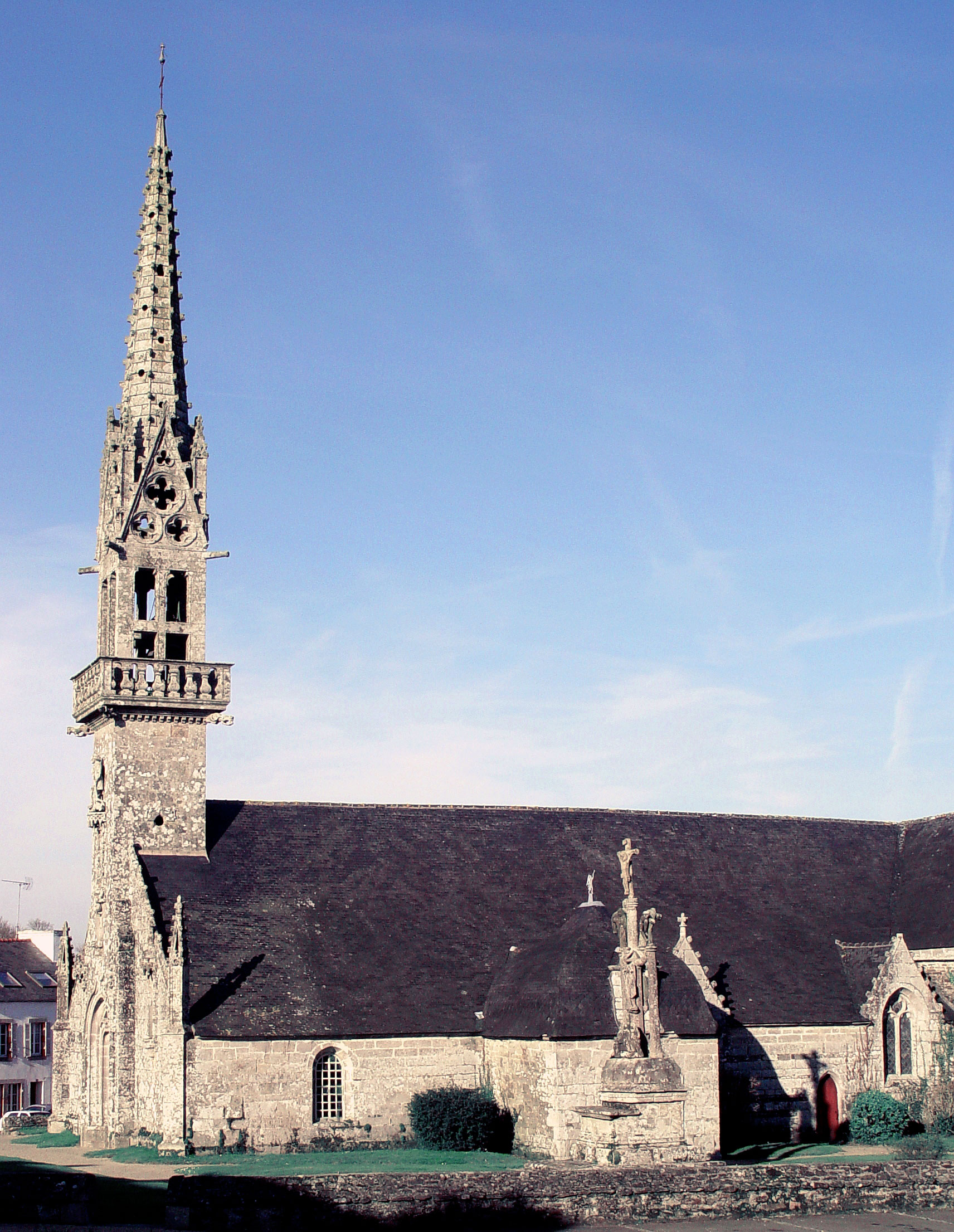
L'église paroissiale Saint-Hernin à Saint-Hernin.

### Reliques et pardon

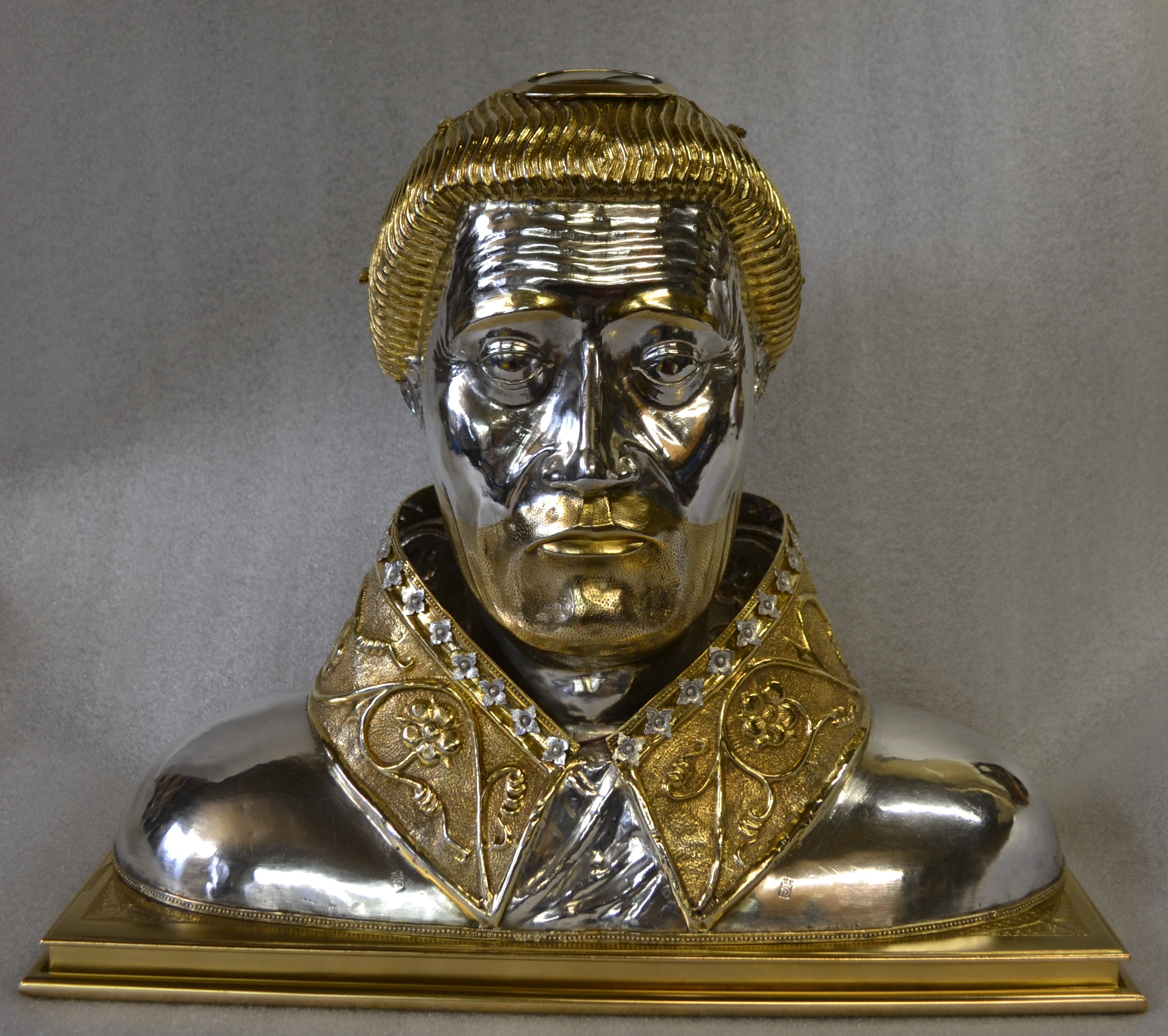
Buste reliquaire de Saint Hernin, fin du 14e ou début du 15e, en argent

Hernin fait l'objet d'un pardon à Locarn, le dimanche suivant le 1er mai.
Deux de ses reliques sont conservées dans le trésor de Locarn : un bras reliquaire du XVe siècle et un buste reliquaire (XIVe et XVe siècles), ce dernier étant considéré comme étant un des plus beaux exemples d'orfèvrerie bretonne de la fin du Moyen Âge.

### Fontaines
Deux fontaines, à Locarn et à Saint-Hernin, sont vouées à Hernin et seraient souveraines pour les paralytiques. Saint Hernin ayant la réputation de faire passer les migraines, il suffisait de passer trois fois sa tête dans l'eau de la fontaine de Saint-Hernin le jour du pardon pour en être guéri.

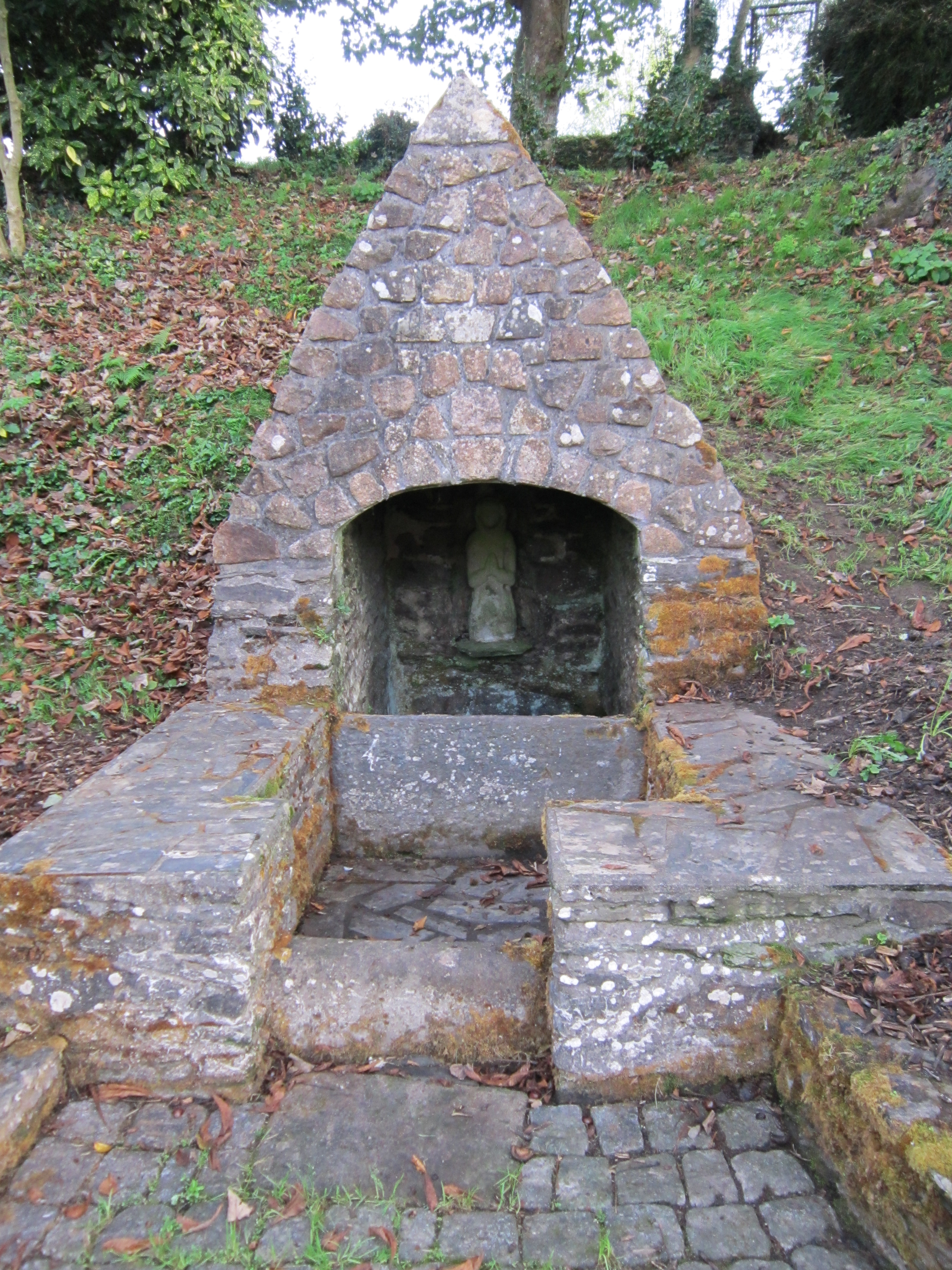
La fontaine de saint Hernin à Saint-Hernin.

### Citations et attributs
Hernin est mentionné dans le cartulaire de Redon et est invoqué en tant que confesseur dans la Litanie celtique à la Bibliothèque du doyen et du chapitre de la cathédrale de Salisbury[réf. nécessaire]. Hernin est fêté le 11 janvier dans le calendrier breton des saints, le 2 ou 3 novembre. Ses attributs sont un bâton et un livre.